# Mycomya guandiana
Mycomya guandiana är en tvåvingeart som beskrevs av Wu och Yang 1995. Mycomya guandiana ingår i släktet Mycomya och familjen svampmyggor.
Artens utbredningsområde är Shanxi (Kina). Inga underarter finns listade i Catalogue of Life.